# بول كرين
بول كرين (بالإنجليزية: Paul Crane)‏ هو لاعب كرة قدم أمريكية أمريكي، ولد في 29 يناير 1944.

## وصلات خارجية
- بول كرين على موقع مرجع كرة القدم المحترفة.كوم (الإنجليزية)
- بول كرين على موقع قاعة ألاباما للمشاهير الرياضية (مؤرشف) (الإنجليزية)